# Don't Let It Break Your Heart
Singles de Louis Tomlinson
We Made It
(2019) Walls
(2020)
Don't Let It Break Your Heart est une chanson du chanteur anglais Louis Tomlinson, et le quatrième single de son premier album Walls, sortie le 23 novembre 2019 sous les labels Syco Music, Arista et 78.

## Contexte
Dans un communiqué de presse officiel, Tomlinson décrit le morceau comme celui dont il est vraiment fier et une chanson sur l'espoir et sur le fait d'être optimiste,.

## Clip
Le clip, mettant en vedette l'acteur Geoff Bell et réalisé par Charlie Lightening, est publié le 2 décembre 2019,. Il poursuit la narration des deux précédents clips de Tomlinson, Kill My Mind et We Made It, l'histoire de deux amants en fuite au milieu de la destruction émotionnelle d'un engagement criminel. Le chanteur apparaît dans le clip dans le rôle d'un chauffeur en fuite pris dans un hold-up,.